# 阿部修人
阿部 修人（あべ なおひと、1969年 - ）は、日本の経済学者。専門はマクロ経済学、応用ミクロ計量経済学。国立大学法人一橋大学学長補佐、一橋大学経済研究所教授、イェール大学経済学博士。父は元一橋大学長の阿部謹也。
ブルッキングス研究所研究員、日本銀行調査統計局アドバイザー等を歴任。2012年及び2017年日本学術振興会科学研究費助成事業審査委員表彰を受賞。

## 来歴
- 1988年：東京都立戸山高等学校 卒業
- 1993年：一橋大学経済学部 卒業
- 1995年：一橋大学 大学院経済学研究科修士課程 修了
- 2000年：米エール大学 経済学部大学院博士課程修了、経済学博士 (Ph.D)
- 1999年7月 - 2000年5月：米ブルッキングス研究所 研究員
- 2000年6月：一橋大学経済研究所 附属経済制度研究センター 専任講師[1]
- 2004年8月：一橋大学 経済研究所 助教授
- 2005年4月：日本銀行 調査統計局 アドバイザー
- 2007年4月：一橋大学 経済研究所 准教授
- 2011年4月：一橋大学 経済研究所 経済制度・経済政策研究部門 教授[2]
- 2012年10月：日本学術振興会科学研究費助成事業審査委員表彰[3]
- 2017年10月：日本学術振興会科学研究費助成事業審査委員表彰[4]
- 2020年9月：国立大学法人一橋大学学長補佐（総務、研究、社会連携担当）[5]
- 2022年9月：国立大学法人一橋大学役員補佐（総務、研究、社会連携担当）[6]

## 著書
- 『家計消費の経済分析』（岩波書店、2011年3月、ISBN 9784000099196）